# ツブカラカサタケ
ツブカラカサタケ（粒唐傘茸、学名: Macropsalliota americana）は、ハラタケ科 Macropsalliota に属するキノコ（菌類）である。肥沃なものから発生する白いキノコで、食べると消化器系の中毒を起こす。学名は、Leucocoprinus bresadolae（キヌカラカサタケ属）や Leucoagaricus americanus（シロカラカサタケ属） などとされてきたが、2024年に変更されている。 

## 分布
日本、ヨーロッパ、北アメリカの、肥沃なものから発生する。

## 形態

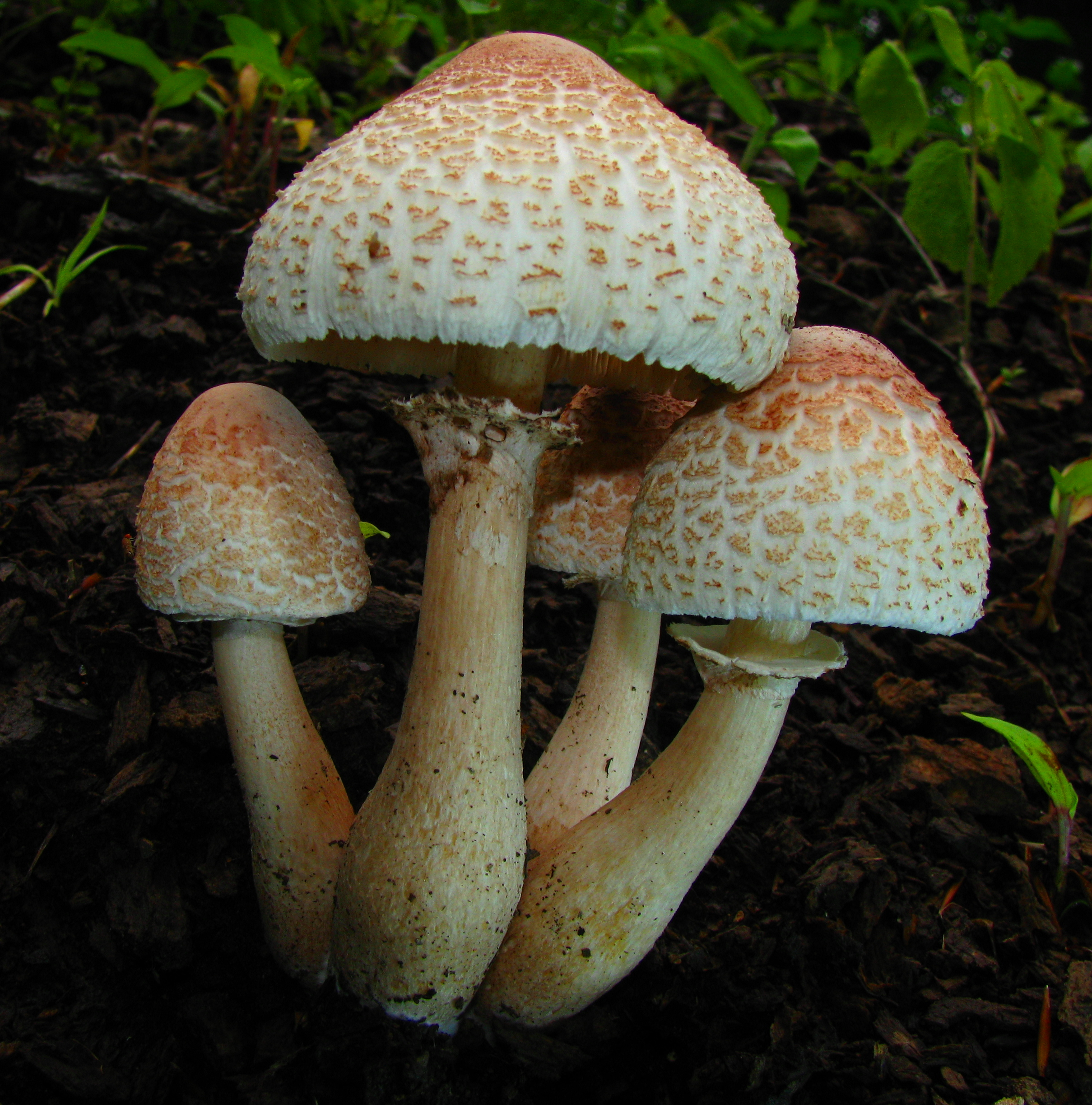
未成熟なツブカラカサタケ

傘径は5 - 15センチメートル (cm) 。最初卵形で、中高扁平型に開く。幼菌は饅頭型、やがて丸山形、さらにいびつな半球形になる。
傘の表側は白色地に褐色の鱗片を放射状につけ、傘の盛り上がった中央部は暗褐色。中央部は密生するが、周辺はまばらになる。周辺部には不明慮な溝線がある。
傘の裏側のひだは、白色ののち淡クリーム色で密生する。隔生。胞子は広卵形で9 - 10.5 × 6.5 - 7.5マイクロメートル (μm) 。
柄は長さ13 cm前後。柄は下方が太く、中空。上部に脱落しやすい。厚い膜質のつばがあり、つばより上は粉状だが、つばより下は、傘同様の粒状の鱗片におおわれるが脱落しやすい。
肉は白色で無味無臭。肉質は海綿状。触れたり傷ついたりすると表皮や肉に赤変性があり、乾燥すると全体が帯紫褐色化する。

## 生態
夏から秋にかけて、切り株上、もみ殻、温室の中、おがくず、堆肥、腐葉土、積みわら、肥沃な地面、木材チップを敷き詰め発酵し暖かくなっているような場所などのような肥沃な所から群生や束生する。社寺庭園などの落ち葉の集積場では、しばしば大量の発生がみられ、時には3か月にもわたり続き、高く積み上げられた落ち葉の山が目に見えて低くなる。

## 毒
図鑑によっては食用となっていたり、毒があると紹介されていたりする。食用するときは、下処理して汁物などにすると紹介されている。消化器系の中毒を起こすとされるが、毒成分は不明。